# Sphaerosyllis belizensis
Sphaerosyllis belizensis är en ringmaskart som beskrevs av Russell 1989. Sphaerosyllis belizensis ingår i släktet Sphaerosyllis och familjen Syllidae. Inga underarter finns listade i Catalogue of Life.